# Renato Carrasquinho
Renato Carrasquinho (Lisboa, 23 de novembro de 1984) é um autor, letrista, intérprete e produtor de música infantojuvenil em Portugal.

## Biografia
Renato Carrasquinho nasceu a 23 de novembro de 1984 na antiga freguesia de São Sebastião da Pedreira, atual Avenidas Novas, em Lisboa, Portugal.
Licenciado em Comunicação Social e Cultural pela Faculdade de Ciências Humanas da Universidade Católica Portuguesa, na mesma instituição fez uma pós-graduação em Ciências da Comunicação. Entre 2001 e 2007 colaborou como cronista no canal Repórter Clix, gerido pelo jornalista João Lopes Marques e propriedade da Sonaecom SGPS, ao lado de escritores e colunistas de renome como Jacinto Lucas Pires, Margarida Rebelo Pinto, Miguel Esteves Cardoso, entre muitos outros. Desempenhou, ainda, o cargo de gestor de um dos principais canais do portal Clix ligado à nova literatura portuguesa e colaborou no projecto STAR.PT do modelo Pedro Reis e da atriz Sandra Cóias dedicado às celebridades portuguesas.
Participou, a convite dos apresentadores de televisão Luísa Castel-Branco e Cláudio Ramos, numa edição do programa Noites Interactivas do canal 21 da TV Cabo.
Em 2005, dada a experiência adquirida na área dos meios de comunicação social, foi convidado pela Direção Geral da Milupa Portuguesa para efetuar a recolha e reorganização dos materiais promocionais da série televisiva Boa noite, Vitinho! existentes no arquivo da RTP – Rádio e Televisão de Portugal, da editora discográfica multinacional Sony Music e, ainda, da editora discográfica Ovação.
Em 2006, na direção dos Ministars, além de fazer as adaptações das músicas, a escolha do repertório musical e de tratar dos ensaios, foi convidado pela editora Movieplay Portuguesa para produzir todos os futuros álbuns discográficos do grupo infanto-juvenil a serem lançados no mercado. Nesse mesmo ano, colaborou também com Heduíno Gomes na reativação do grupo Onda Choc.
Em 2008 produziu o álbum de tributo aos 25 anos de carreira artística da famosa cantora portuguesa Cândida Branca Flor, editado com o selo fonográfico da Universal Music e da Farol Música, e o qual contou com uma campanha de televisão na TVI e com os testemunhos escritos de personalidades importantes no meio artístico-musical como António Sala, Herman José, Ramón Galarza e Tozé Brito.
Em 2016, por ocasião das celebrações do 30º aniversário da primeira emissão da série Boa noite, Vitinho! na RTP, produziu para a Sony Music uma colecção de quatro álbuns discográficos de música infantojuvenil dedicados à «Geração Vitinho». Desse modo, produziu a edição integral das bandas sonoras originais da série televisiva do Vitinho (incluindo algumas faixas inéditas de sua autoria) e também a reedição de temas musicais de intérpretes e grupos de sucesso da época da série de TV, nomeadamente Ana Faria e os Queijinhos Frescos, os Onda Choc, as Popeline, os Jovens Cantores de Lisboa, entre outros. Fez, ainda, a tradução de todas as obras jornalísticas e literárias de D. Maria Pia de Saxe-Coburgo e Bragança, na qualidade de filha legitimada do rei D. Carlos I de Portugal, as quais foram publicadas sob o formato de livro em vários países da Europa (como Portugal, Espanha, França e Itália) e também na América Latina.
É membro-fundador do movimento de cidadania Melhor Alentejo (o qual conta com as participações especiais de José Ribeiro e Castro, José Roquette, Nicolau Breyner, entre muitos outros).